# Неофициальный патч
Неофициальный патч — патч для программного обеспечения, созданный третьей стороной, например сообществом пользователей, без участия первоначального разработчика. Подобно обычному патчу, он устраняет ошибки или недостатки. Неофициальные исправления обычно не меняют предполагаемое использование программного обеспечения, в отличие от других сторонних программных адаптаций, таких как моды или взломщики.

## Мотивация
Распространенной причиной создания неофициальных исправлений является отсутствие технической поддержки со стороны исходного разработчика или поставщика программного обеспечения.
Среди частных причин отсутствия поддержки можно назвать следующие:
- программный продукт достиг своего установленного конца жизненного цикла[1] и/или был заменен последующим продуктом (запланированное устаревание)[2]
- программное обеспечение изначально было разработано для работы в существенно отличающейся среде и может потребовать доработки/оптимизации (переноса)
- разработчик вышел из бизнеса и больше недоступен (покинутое ПО)[3]
- поддержка экономически нецелесообразна (например, локализация для небольших рынков)
- необходимо быстрое решение критичной по времени проблемы (например, дыры в безопасности), когда официальное решение занимает слишком много времени[4][5][6]
- официальный разработчик не справляется с проблемами[7]

## Типы
Неофициальные патчи также иногда называют фанатскими патчами или патчами сообщества, и обычно они предназначены для исправления нерешенных ошибок или для обеспечения совместимости, например, с новыми операционными системами, большими разрешениями экрана или новыми соотношениями сторон экрана.
Хотя неофициальные патчи наиболее распространены на персональных компьютерах, иногда их можно найти и для консольных игр, например, в рамках сообщества эмуляторов.

### Переводы
Неофициальные патчи не ограничиваются техническими исправлениями: часто создаются фанатские переводы программ, особенно игр, если они не были выпущены на местном рынке.

## Методы
Самая распространенная ситуация при создании неофициальных патчей — отсутствие исходного кода и оригинальных средств разработки. Поэтому часто исполняемые файлы неисправного ПО необходимо анализировать с помощью реверс-инжиниринга или методов отладки после запуска в среде выполнения . Если проблема найдена, необходимо внести исправления в программу: иногда для исправления ошибок достаточно лишь небольших изменений в конфигурационных файлах или реестре, а иногда — нужно вносить изменения в сам исполняемый файл. Если имеется комплект для разработки программного обеспечения, например, официальные инструменты для создания модов от игровой студии, исправления сделать относительно не сложно, в противном случае сообществу приходится создавать собственные инструменты. Найденные исправления обычно упаковываются в устанавливаемые пользователем патчи (например, с помощью NSIS или Inno Setup).
Если исходный код доступен, ошибки можно исправлять быстрее и эффективнее. Иногда исходный код открывается намеренно компанией разработчиком ПО, иногда — в результате утечки или ошибки, как это произошло с игровым движком серии Thief. Иногда фанаты даже полностью самостоятельно переписывают исходный код оригинальной игры с нуля. Что может позволить, например, портировать игру на платформу, которой не существовало на момент выхода оригинальной игры.

## Законодательство США
В деле Galoob против Nintendo в Апелляционном суде девятого округа США было установлено, что применение пользователем несанкционированного патча к программному обеспечению не является нарушением авторских прав (хотя в данном случае речь шла только об чит-устройствах Game Genie). С другой стороны, дело Micro Star против FormGen Inc. показало, что созданные пользователями карты являются производными произведениями от оригинальной игры. В деле Sega против Accolade суд постановил, что создание копий в ходе ревер-инжиниринга является добросовестным использованием, если это единственный способ получить доступ к «идеям и функциональным элементам» в защищенном авторским правом коде и если «существует законная причина для поиска такого доступа». Согласно закону об авторском праве США, владелец копии программы может изменять ее по мере необходимости для «обслуживания или ремонта», без разрешения правообладателя.
В статье юридической фирмы Helbraun в контексте фанатских переводов отмечается, что, хотя распространение полных версий игр с переводом, скорее всего, не подпадает под понятие добросовестного использования, распространение перевода в виде патча может быть юридически допустимым; однако этот вывод не был проверен в суде.

## Приём
Неофициальные патчи в большинстве случаев принимаются правообладателями неоднозначно. Когда программное обеспечение, по мнению оригинальных разработчиков, больше не считается приносящим коммерческую выгоду, неофициальные патчи чаще всего игнорируются правообладателем, поскольку не рассматриваются как причина упущенной выгоды. Бывают редкие случаи, когда неофициальные патчи или проекты фанатских переводов получают письма с требованием прекращения противоправных действий.
Иногда правообладатели активно поддерживают усилия сообщества по исправлению программного обеспечения, иногда даже выпуская исходный код под лицензией, которая позволяет сообществу самостоятельно продолжать поддержку программного обеспечения.

## Примеры
| Название                                                   | Примечание |
| ---------------------------------------------------------- | --- |
| Age of Empires: The Rise of Rome                           | Исправление ошибок и баланса, улучшение стабильности, интерфейса и звука, добавление поддержки более высокого разрешения |
| Arcanum: Of Steamworks and Magick Obscura                  | Исправление ошибок |
| Civilization V                                             | Исправление ошибок и улучшение ИИ                                                                                        |
| Chrono Trigger                                             | Исправление перевода |
| Dark Souls II                                              | Исправление ошибок |
| Ecco the Dolphin                                           | Исправление ошибок, портирование на новые операционные системы                                                           |
| The Elder Scrolls II: Daggerfall                           | Исправление ошибок |
| The Elder Scrolls V: Skyrim                                | Исправление ошибок |
| Fallout 2                                                  | Исправление ошибок |
| Fallout: New Vegas                                         | Исправление ошибок, повышение стабильности и производительности                                                          |
| Fallout 4                                                  | Исправление ошибок |
| Grand Theft Auto: San Andreas                              | Исправление ошибок, повышение удобства при игре                                                                          |
| Ил-2 Штурмовик: Битва за Британию                          | Исправление ошибок, в дальнейшем игра была перевыпущена с добавлением патчей от сообщества                               |
| Master of Magic                                            | Исправление ошибок, продолжение поддержки после окончания официальной                                                    |
| Nier: Automata                                             | Повышение производительности, исправление ошибок с разрешением экрана                                                    |
| Silent Hunter II                                           | Исправление ошибок, Ubisoft предоставила доступ к исходному коду игры                                                    |
| Star Wars: Knights of the Old Republic II – The Sith Lords | Исправление ошибок, восстановление контента                                                                              |
| Supreme Commander                                          | Исправление ошибок, перенос мультиплеера на сервера сообщества                                                           |
| Vampire: The Masquerade – Bloodlines                       | Исправление ошибок, восстановление контента, поддержка новых операционных систем                                         |